# Low (Kelly Clarkson-låt)
"Low" är den tredje singeln från sångerskan Kelly Clarksons debutalbum, Thankful.
Singeln är skriven av Jimmy Harry och producerad av Clif Magness. Låten är känd för att vara den första singeln av Clarkson som har pop och rock inslag, som senare definierade hennes karriär med singlar som "Breakaway" och "Since U Been Gone". I låten frågar Clarkson lyssnaren "have ever been low?" och beklagar sig över ett misslyckat förhållande.

## Musikvideo
Musikvideon visar Clarkson som kör en bil. Under refrängen ska det föreställa att hon sjunger live.

## Listplaceringar
| Placering (2003-2004)            | Nr |
| -------------------------------- | -- |
| U.S. Billboard Hot 100           | 58 |
| Australiska ARIA Singles Chart   | 11 |
| Canadian Singles Chart           | 2  |
| U.S. Billboard Top 40 Tracks     | 24 |
| U.S. Billboard Top 40 Mainstream | 14 |

### Fotnoter
1. ↑  ”Listplacering”. http://australian-charts.com/showitem.asp?interpret=Kelly+Clarkson&titel=Low&cat=s. Läst 23 maj 2011.